# イライザ・グッドオール
イライザ・グッドオール（Eliza Goodall、1817年/1818年 - 1893年3月21日）は、イギリス教会宣教会 (CMS) の女性宣教師、教育者である。1876年（明治9年）に来日し、CMS長崎教区で献身的に活動した。1879年（明治12年）に女子寄宿学校「ガールズ・トレーニング・ホーム」（のちの長崎女学校）を開設するなど、日本の女子教育の発展に貢献している。生涯にわたり、情熱を持って教育活動を行った。

## 人物・経歴

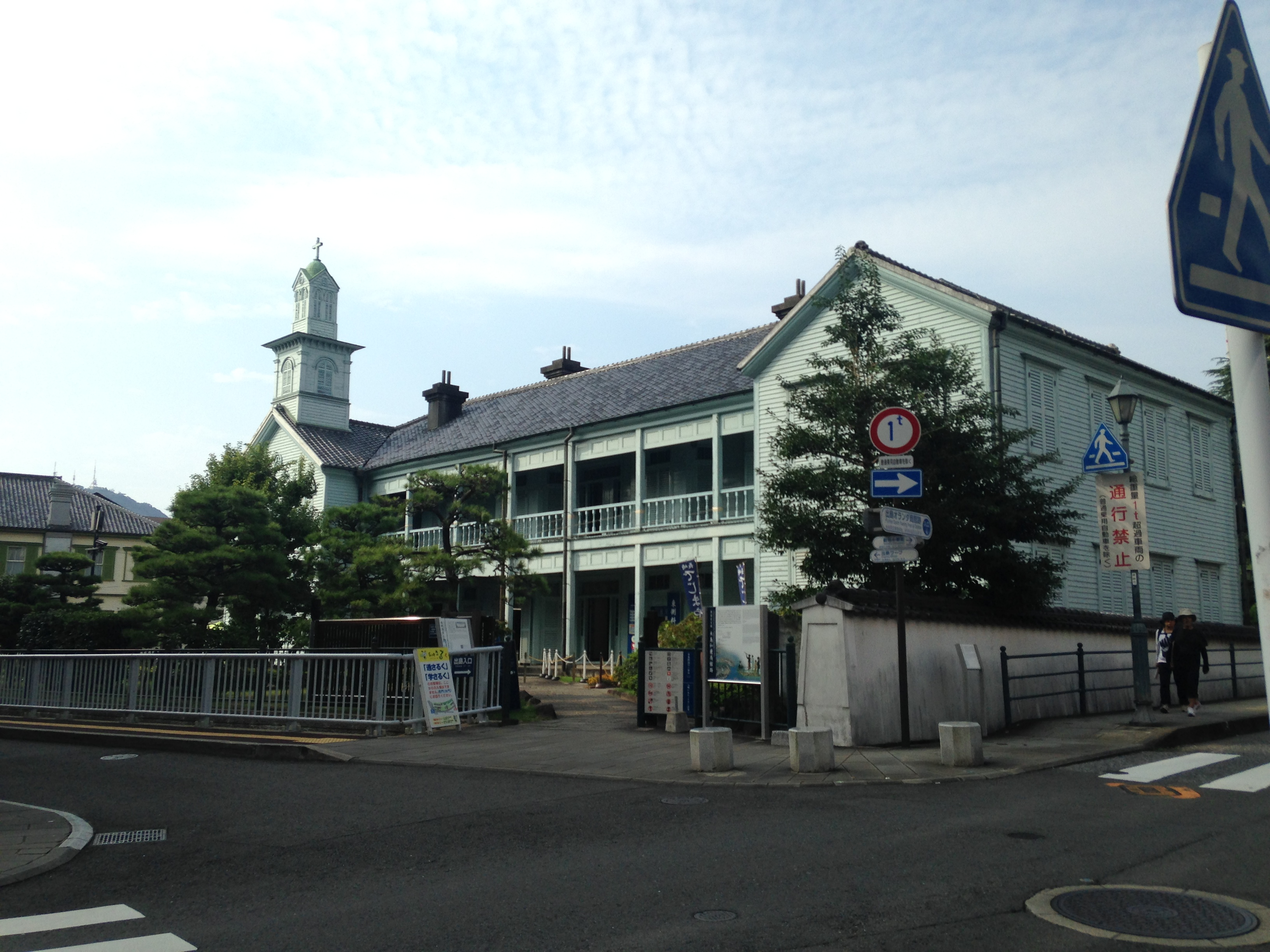
今も長崎出島和蘭商館跡に現存する旧出島神学校（旧出島英和学校、旧長崎神学校）

イギリスの名家出身で、桂冠詩人アルフレッド・テニスンの従妹にあたり、夫はイギリスのインド駐屯部隊のチャプレンとして、インドに駐在した。
夫の死後、1876年（明治9年）に自ら志願して来日し、長崎の外国人居留地に居住し、生涯無給の名誉宣教師として、1875年（明治8年）7月から長崎で活動していたCMSの宣教師ハーバート・モーンドレルをサポートしていくこととなる。グッドオールの来日は58歳の時であり、そのたゆまぬ宣教活動と教育の熱心さに、当時来日したCMSの総主事ウィグラムをして「驚くべき老婦人」と感嘆せしめたほどであった。
1879年（明治12年）2月3日に、モーンドレルが長崎出島教会に隣接する出島10番・11番に「出島・英和学校」（小学科、英語塾、裁縫塾）を開くと、グッドオールが校長兼教師を務め、英語・裁縫を教えた。同年、グッドオールは、かつてグイド・フルベッキが居住した東山手居留地3番に女子塾「ガールズ・トレーニング・ホーム」（女子寄宿学校）を開校する。
グッドオールは、出島・英和学校と女子寄宿学校だけでなく、長崎神学校（聖公会神学院の前身の一つ）においても連日英語を教えるなど多忙な生活であったが、日本に女子教育を生みだすために活動を行ったのである。
1892年（明治25年）には、「ガールズ・トレーニング・ホーム」を「長崎女学校」と改称。グッドオールは、高齢にもかかわらず長年ひとりでこの女学校を担当した。グッドオールは、長い闘病生活ののち、1893年（明治26年）3月21日、75歳の生涯を閉じた。グッドオールの眠る坂本国際墓地の墓石には、「具宇土留氏之墓」と刻まれている。その後、長崎女学校は、1906年（明治39年）大阪プール女学校と合併している。

## 関連人物
- ハーバート・モーンドレル